# Temporada da NFL de 1955
A Temporada de 1955 da NFL foi a 36ª temporada regular da National Football League. Neste ano, após quatro temporadas com transmissão da DuMont Television Network no Championship Game da NFL, a NBC comprou os direitos por US$100.000 para assumir a transmissão da final.
A temporada chegou ao final na disputa entre Cleveland Browns e Los Angeles Rams no championship game da NFL, no dia 26 de Dezembro de 1955 no Los Angeles Memorial Coliseum em Los Angeles, Califórnia para 85,693 pessoas, na vitória do Cleveland Browns por 38 a 14 fora de casa.

## Draft
O Draft para aquela temporada foi realizado no Warwick Hote na Filadélfia, Pensilvânia, entre 27 e 28 de Janeiro de 1955. E, com a primeira escolha, o Baltimore Colts selecionou o running back, George Shaw da Universidade de Oregon.

## Classificação Final
Assim ficou a classificação final da National Football League em 1955.
P = Nº de Partidas, V = Vitórias, D = Derrotas, E = Empates, PCT = Porcentagem de vitória, DIV = Recorde de partidas da própria divisão, PF = Pontos a favor, PA = Pontos contra
| NFL Eastern Conference |   |   |   |      |       |     |     |
| Time                   | V | D | E | PCT  | DIV   | PF  | PC  |
| Cleveland Browns       | 9 | 2 | 1 | .818 | 7–2–1 | 349 | 218 |
| Washington Redskins    | 8 | 4 | 0 | .667 | 6–4   | 246 | 222 |
| New York Giants        | 6 | 5 | 1 | .545 | 4–5–1 | 267 | 223 |
| Philadelphia Eagles    | 4 | 7 | 1 | .364 | 4–5–1 | 248 | 231 |
| Chicago Cardinals      | 4 | 7 | 1 | .364 | 3–6–1 | 224 | 252 |
| Pittsburgh Steelers    | 4 | 8 | 0 | .333 | 4–6   | 195 | 285 |

| NFL Western Conference |   |   |   |      |       |     |     |
| Time                   | V | D | E | PCT  | DIV   | PF  | PC  |
| Los Angeles Rams       | 8 | 3 | 1 | .727 | 6–3–1 | 260 | 231 |
| Chicago Bears          | 8 | 4 | 0 | .667 | 7–3   | 294 | 251 |
| Green Bay Packers      | 6 | 6 | 0 | .500 | 5–5   | 258 | 276 |
| Baltimore Colts        | 5 | 6 | 1 | .455 | 5–4–1 | 214 | 239 |
| San Francisco 49ers    | 4 | 8 | 0 | .333 | 4–6   | 216 | 298 |
| Detroit Lions          | 3 | 9 | 0 | .250 | 2–8   | 230 | 275 |

## Championship Game
O NFL Championship Game foi disputado pelo quinto e último ano consecutivo pelo Cleveland Browns, entre 1950 e 1955. Desta vez, eles enfretaram pela terceira vez o Los Angeles Rams na final, as anteriores haviam sido em 1950 e 1951, com vitórias respectivamente do Cleveland Browns e Los Angeles Rams. A final em 1995 ocorreu em o dia 26 de Dezembro de 1955 no Los Angeles Memorial Coliseum em Los Angeles, Califórnia para 85,693 pessoas, e o Cleveland Browns levou a melhor, vencendo por 38 a 14 fora de casa.

## Líderes em estatísticas da Liga
| Estatística                                 | Nome              | Equipe              | Total |
| ------------------------------------------- | ----------------- | ------------------- | ----- |
| Passando                                    |                   |                     |       |
| Jardas de Passe                             | Jim Finks         | Pittsburgh Steelers | 2270  |
| Passes para TD                              | Tobin Rote        | Green Bay Packers   | 17    |
| Passes para TD                              | Y.A. Tittle       | San Francisco 49ers | 17    |
| % de Passes Completos                       | Otto Graham       | Cleveland Browns    | .530  |
| % de Passes Completos                       | Bobby Layne       | Detroit Lions       | .530  |
| Correndo                                    |                   |                     |       |
| Jardas Corridas                             | Alan Ameche       | Baltimore Ravens    | 961   |
| Corridas para TD                            | Alan Ameche       | Baltimore Ravens    | 9     |
| Recebendo                                   |                   |                     |       |
| Jardas Recebidas                            | Pete Pihos        | Philadelphia Eagles | 864   |
| Nº de Recepções                             | Pete Pihos        | Philadelphia Eagles | 62    |
| Recepções para TD                           | Alan Ameche       | Baltimore Ravens    | 9     |
| Defesa                                      |                   |                     |       |
| Interceptações                              | Will Sherman      | Los Angeles Rams    | 11    |
| Times Especiais                             |                   |                     |       |
| Média de Punt                               | Norm Van Brocklin | Los Angeles Rams    | 44.6  |
| Números coletados do Pro Football Reference |                   |                     |       |

## Prêmios
Em 1955, além das duas premiações para o jogador mais valioso da temporada que haviam entregue na temporada anterior pela United Press International e Sporting News; outro prêmio foi criado pela Newspaper Enterprise Association (NEA).
| Prêmio                               | Jogador     | Posição | Franquia         | Ref    |
| ------------------------------------ | ----------- | ------- | ---------------- | ------ |
| UPI NFL Most Valuable Player         | Otto Graham | QB      | Cleveland Browns | [ 10 ] |
| Sporting News NFL Player of the Year | Otto Graham | QB      | Cleveland Browns | [ 11 ] |
| NEA NFL Most Valuable Player         | Harlon Hill | DB      | Chicago Bears    | [ 12 ] |

## Treinadores

### Troca de Treinadores
- Chicago Cardinals: Joe Stydahar foi substituído por Ray Richards.[13]
- Los Angeles Rams: Hamp Pool foi substituído por Sid Gillman.[14]
- San Francisco 49ers: Buck Shaw foi substituído por Red Strader.[15]

## Biografia
- NFL Record and Fact Book (ISBN 1-932994-36-X)
- NFL History 1931–1940 (Last accessed December 4, 2005)
- Total Football: The Official Encyclopedia of the National Football League (ISBN 0-06-270174-6)